# Emilio Nava
Emilio Nava (Los Angeles, 2 dicembre 2001) è un tennista statunitense di origini messicane.

## Biografia
Nasce nelle West Hills di Los Angeles da Eduardo Nava, ex velocista, e dall'ex tennista Xóchitl Escobedo, che entrambi avevano rappresentato il Messico ai Giochi Olimpici del 1988 e il padre anche in quelli del 1992. Ha un fratello maggiore, Eduardo anche lui tennista, con cui ha vinto un titolo e giocato una finale a livello ITF nella specialità del doppio. Suo cugino è il tennista Ernesto Escobedo.

## Carriera

### Carriera juniores
Fa il suo esordio nell'ITF Junior Circuit nel 2016, nel 2019 raggiunge la finale agli Australian Open juniores e viene sconfitto da Lorenzo Musetti. Viene sconfitto in finale anche agli US Open juniores dello stesso anno da Jonáš Forejtek, e conclude la carriera da under-18 con il best ranking alla 5ª posizione mondiale. Anche in doppio raggiunge due finali Slam, agli US Open juniores nel 2018 e agli Australian Open juniores nel 2019.

### Carriera da professionista
Gioca il primo match da professionista nel 2016 al torneo ITF di Claremont all'età di quasi 15 anni.
Nel 2019 fa il suo esordio nel circuito maggiore con una wildcard all'ATP 500 di Acapulco ed esce al primo turno per mano di Mackenzie McDonald.
Nel marzo 2021 vince il primo titolo ITF in carriera a La Nucia, il mese seguente gli viene assegnata una wildcard per le qualificazioni del Master 1000 di Miami, vince entrambi i turni e nel main draw viene subito eliminato da Lloyd Harris. A settembre fa il suo esordio in uno Slam, gli US Open, con una wildcard e perde al primo turno contro Musetti in quattro set.
Nel 2022 perde al primo turno di qualificazione a Indian Wells contro Tarō Daniel, mentre accede al tabellone di Miami con una wildcard e viene eliminato da Hugo Gaston al primo turno. A maggio conquista il primo titolo Challenger sulla terra rossa di Şımkent non cedendo alcun set nei cinque match giocati.
Ad agosto 2022 disputa per la seconda volta in carriera gli US Open grazie a una wildcard, supera al primo turno John Millman in cinque set e al secondo cede in quattro set ad Andy Murray.

## Statistiche

### Tornei minori

#### Singolare

##### Vittorie (3)
| Legenda tornei minori     |
| Challenger (2)            |
| ITF World Tennis Tour (1) |

| N. | Data           | Torneo                       | Superficie  | Avversario in finale      | Punteggio           |
| 1. | 14 marzo 2021  | M15 La Nucia, La Nucia       | Terra rossa | Nikolás Sánchez Izquierdo | 7-5(8), 7-5         |
| 2. | 15 maggio 2022 | Shymkent Challenger, Şımkent | Terra rossa | Sebastian Fanselow        | 6-4, 7-6(3)         |
| 3. | 1º luglio 2023 | Modena Challenger, Modena    | Terra rossa | Titouan Droguet           | 6(5)-7, 7-6(6), 6-4 |

##### Finali perse (2)
| Legenda tornei minori     |
| Challenger (1)            |
| ITF World Tennis Tour (1) |

| N. | Data           | Torneo                     | Superficie  | Avversario in finale | Punteggio        |
| -- | -------------- | -------------------------- | ----------- | -------------------- | ---------------- |
| 1. | 18 aprile 2021 | M25 Reus, Reus             | Terra rossa | Matteo Martineau     | 4-6, 6-2, 6(4)-7 |
| 2. | 19 agosto 2023 | Golden Gate Open, Stanford | Cemento     | Constant Lestienne   | 6(4)-7, 2–6      |

#### Doppio

##### Vittorie (1)
| Legenda tornei minori     |
| Challenger (0)            |
| ITF World Tennis Tour (1) |

| N. | Data              | Torneo             | Superficie | Compagno     | Avversari in finale             | Punteggio |
| 1. | 19 settembre 2020 | M15 Sintra, Sintra | Cemento    | Eduardo Nava | Sebastian Fanselow Maik Steiner | 6-3, 6-4  |

##### Sconfitte (1)
| Legenda tornei minori     |
| Challenger (0)            |
| ITF World Tennis Tour (1) |

| N. | Data              | Torneo                             | Superficie | Compagno     | Avversari in finale         | Punteggio           |
| 1. | 26 settembre 2020 | M15 Castelo Branco, Castelo Branco | Cemento    | Eduardo Nava | Mateus Alves Igor Marcondes | 6(4)-7, 7-5, [8-10] |

### Tornei juniores del Grande Slam

#### Singolare

##### Sconfitte (2)
| N. | Data             | Torneo                     | Superficie | Avversario in finale | Punteggio         |
| 1. | 26 gennaio 2019  | Australian Open, Melbourne | Cemento    | Lorenzo Musetti      | 6-4, 2-6, 6(12)-7 |
| 2. | 8 settembre 2019 | US Open, New York          | Cemento    | Jonáš Forejtek       | 7-6(4), 0-6, 2-6  |

#### Doppio

##### Sconfitte (2)
| N. | Data             | Torneo                     | Superficie | Compagno        | Avversari in finale             | Punteggio        |
| 1. | 9 settembre 2018 | US Open, New York          | Cemento    | Alex Nefve      | Adrian Andreev Anton Matusevich | 2-6, 6-2, [8-10] |
| 2. | 25 gennaio 2019  | Australian Open, Melbourne | Cemento    | Cannon Kingsley | Jonáš Forejtek Dalibor Svrčina  | 6(5)-7, 4-6      |

## Risultati in progressione
| V | F | SF | QF | #T | RR | Q# | A | ND |

(V) Torneo vinto; raggiunto (F) finale, (SF) semifinale, (QF) quarti di finale, (#T) turni 4, 3, 2, 1; (RR) round - robin; (Q#) Turno di qualificazione; (A) assente dal torneo; (ND) torneo non disputato.

### Singolare
Aggiornato allo US Open 2022.
| Tornei                | 2021          | 2022          | V–S       |
| --------------------- | ------------- | ------------- | --------- |
| Tornei Grande Slam    |               |               |           |
| Australian Open       | A             | A             | 0–0       |
| Roland Garros         | A             | A             | 0–0       |
| Wimbledon             | A             | A             | 0–0       |
| US Open               | 1T            | 2T            | 1–2       |
| Vittorie–Sconfitte    | 0–1           | 1–2           | 1–3       |
| ATP Tour Masters 1000 |               |               |           |
| Indian Wells          | A             | Q1            | 0–0       |
| Miami                 | 1T            | 1T            | 0–2       |
| Monte Carlo           | A             | A             | 0–0       |
| Madrid                | A             | A             | 0–0       |
| Roma                  | A             | A             | 0–0       |
| Montréal/Toronto      | A             | A             | 0–0       |
| Cincinnati            | A             | Q1            | 0–0       |
| Shanghai              | Non disputato | Non disputato | 0–0       |
| Parigi                | A             |               | 0–0       |
| Vittorie–Sconfitte    | 0–1           | 0–1           | 0–2       |
| Statistiche Carriera  |               |               |           |
|                       | 2021          | 2022          | Carriera  |
| Tornei giocati        | 2             | 3             | 5         |
| Totale V-S            | 0-2           | 1-3           | 1–5       |
| Vittorie %            | 0%            | 25%           | 16.67%    |
| Ranking fine anno     | 323           |               | 183 300 $ |

* I walkover ricevuti durante i tornei disputati non contano come vittorie.